# Ральф Еванс
Ральф Еванс  (англ. Ralph Evans; нар. 20 грудня 1953) — британський боксер, олімпійський медаліст.

## Виступи на Олімпіадах
| Олімпіада   | Дисципліна | Місце |
| ----------- | ---------- | ----- |
| Мюнхен 1972 | до 48 кг   | =3    |

## Зовнішні посилання
- Досьє на sport.references.com